# Buenaventura Argandoña Subercaseaux
Buenaventura Argandoña Subercaseaux (La Serena, 1804-ibídem, 1 de octubre de 1844) fue una terrateniente y benefactora de la antigua provincia de Coquimbo.

## Biografía
Sus padres fueron Antonio Matías de Argandoña Jofré, descendiente de una familia formada en la ciudad de La Serena a fines del siglo XVII, y María Dolores Subercaseaux Durán, hija natural del francés Francisco Subercaseaux Breton. 
Se casó en la iglesia matriz de La Serena el 21 de enero de 1812 con el español Pablo Garriga Martínez, que superó la condición peninsular gracias a su participación como patriota. Juntos fueron propietarios —sin contrapesos— de casi la totalidad de los terrenos donde hoy se alza la ciudad-puerto de Coquimbo, sumados a otros tantos sitios, residencias, terrenos de la zona y el país. De su matrimonio nacieron las siguientes mujeres: Paula, que casó a los 16 años con el estadounidense Felix Fineas Lovejov y luego, viuda, con Gabriel Menoyo. Isabel, Matilde, Jesús, que casó con Santiago Edwards Ossandón; Margarita, que fue la esposa de Joaquín Edwards Ossandón; Rafaela y Dolores, que celebró matrimonio con el escocés Paulino Campbell Pherson.
Quedó viuda en 1833, casando el 19 de mayo de 1834 con el viudo Jorge Edwards Brown, que en 1807 había contraído enlace con Isabel Ossandon Iribarren, dando inicio a la moda de los casamientos de mujeres serenenses con extranjeros, en su mayoría de un mismo grupo, unido por lazos comerciales.
Doña Buenaventura, cuyo abuelo lució el ostentoso título de "Capitán de cañones del puerto de Coquimbo, al enviudar y heredar los bienes de su esposo en 1833, donó al gobierno las tierras del puerto de Coquimbo para la construcción de la Plaza de Armas, la primera Escuela Pública, la Iglesia San Pedro y el Cementerio. Sumado a ello concurrió a financiar parte importante de la construcción de la iglesia de San Pedro, cediendo además sus derechos de agua del canal French, para que la población contase con dicho elemento a partir de 1850. Debido a ello, una de las calles del casco histórico del puerto de Coquimbo recuerda su filantropía.
Sus afinidades fueron tan consistentes que al morir, pasaron a ocupar en el primer patio del panteón local un espacio donde alzaron hermosos túmulos funerarios que vale la pena conocer pues, a medida de sus decesos, fueron reuniéndose como cenizas.
Las mujeres Argandoña, por herencias de su padre, padrastro y maridos-hermanastros, fueron grandes propietarias de la naciente ciudad de Coquimbo.[cita requerida]